# Ballana languida
Ballana languida är en insektsart som beskrevs av Ball 1902. Ballana languida ingår i släktet Ballana och familjen dvärgstritar. Inga underarter finns listade i Catalogue of Life.